# Ангарский сельсовет
Ангарский сельсовет — сельское поселение в Богучанском районе Красноярского края.
Административный центр — посёлок Ангарский.

## Население
| 2010 | 2012  | 2013  | 2014  | 2015  | 2016  | 2017  |
| ---- | ----- | ----- | ----- | ----- | ----- | ----- |
| 2093 | ↘2064 | ↘2049 | ↘2008 | ↘1973 | ↘1950 | ↗1996 |

## Состав сельского поселения
| № | Населённый пункт | Тип населённого пункта          | Население |
| - | ---------------- | ------------------------------- | --------- |
| 1 | Ангарский        | посёлок, административный центр | ↗1996     |

## Местное самоуправление
Ангарский сельский Совет депутатов
Дата избрания: 04.03.2012. Срок полномочий: 4 года. Количество депутатов: 10
Глава муниципального образования
- Зыль Владимир Андреевич. Дата избрания: 04.03.2012. Срок полномочий: 4 года